# Jon Jones
Jonathan Dwight Jones, mais conhecido como Jon “Bones” Jones (Rochester, 19 de julho de 1987), é um ex-lutador norte-americano de artes marciais mistas (MMA). Ele competiu pelo Ultimate Fighting Championship (UFC).
Possui 14 cinturões na categoria Light Heavyweight com 11 defesas e 2 cinturões na categoria Heavyweight com 1 defesa. Assim acumulando ao longo da sua carreira 16 cinturões com 12 defesas de títulos, estabelencendo um recorde de lutador com mais cinturões ganhos da história do UFC. Além disso, Jones foi campeão aos 23 anos, o mais jovem campeão da história do UFC, é considerado por alguns o melhor lutador de todos os tempos do MMA devido aos seus feitos dentro do desporto.
Aos 23 anos, Jones se tornou o campeão mais novo na história do UFC ao conquistar o cinturão do peso meio-pesado contra Maurício "Shogun". Posteriormente, Jones derrotou 5 ex-campeões meio-pesados e manteve o maior reinado da história da categoria, fato que lhe rendeu o topo dos lutadores Ranking Peso por Peso do UFC onde permaneceria até ser destituído de seu cinturão após se envolver em um acidente de trânsito. 
Fora do octógono, Jones coleciona controvérsias. Ele foi detido por suspeita de violência doméstica e acidentes de trânsito além de longo histórico de vício com drogas e álcool.
Após três anos afastados do esporte, ele se tornou campeão dos pesos-pesados em março de 2023 ao derrotar Ciryl Gane em sua sua estreia na categoria. Jon Jones permanece praticamente invicto no MMA. Sua única derrota foi por desclassificação, após nocautear Matt Hamill com um golpe ilegal.

## Carreira no MMA

### Início da carreira
Antes de iniciar sua carreira no MMA, Jones era um grande wrestler no ensino médio e campeão estadual pelo Union-Endicott High School, em Los Angeles. Ele ganhou um campeonato nacional JUCO na Iowa Central Community College. Após sua transferência para Morrisville State College, ele decidiu abandonar a faculdade onde estudava Justiça Criminal, para começar sua carreira no MMA.
Jones fez sua estreia no MMA profissional em abril de 2008. Ele acumulou um recorde invicto de 6-0 durante um período de três meses, finalizando todos os seus adversários. Isto levou-o para a atenção do UFC, que lhe pediu para substituir um lutador à duas semanas da luta, em julho de 2008.
Em sua última luta antes de assinar com o UFC, Jones derrotou Moyses Gabin na BCX 5 pelo Cinturão Meio-Pesado USKBA. Ele venceu a luta por nocaute técnico no segundo round.

### Carreira no UFC
A estreia de Jones no UFC foi contra André Gusmão no UFC 87 em 9 de agosto de 2008. Jones foi avisado da luta com duas semanas de antecedência, sendo o substituto de Tomasz Drwal. Ele mostrou um desempenho impressionante de quedas e exibição de golpes pouco utilizados, com cotoveladas giratórias e um chute para trás girado. Jones teve uma vitória por decisão unânime.
Em sua segunda luta, Jones lutou contra o veterano Stephan Bonnar no UFC 94 em 31 de janeiro de 2009. Jones mostrou habilidades superiores de wrestling e socos poderosos. Jones machucou uma das pernas de Bonnar e conseguiu uma cotovelada de costas que quase nocauteou seu adversário durante o primeiro round. Embora parecesse cansado no terceiro round, Jones aguentou para conseguir outra vitória por decisão unânime.
A terceira luta de Jones foi contra Jake O'Brien no UFC 100 em 11 de julho de 2009. Jones controlou a maior parte da luta negando muitas tentativas de takedown do seu oponente. Jones ficou exercendo a sua vantagem de alcance e encontrou seu alcance até o final do primeiro round com um jab direita e chutes altos e baixos. Na metade do segundo round, Jones passou a mostrar mais o seu movimento assinatura, a cotovelada giratória, e depois conseguiu uma guilhotina que deixou seu adversário momentaneamente inconsciente logo depois dele desistir.
Em setembro de 2009, Jones foi recompensado por suas vitórias através da assinatura de um novo contrato de quatro lutas com o UFC.
Após mais duas vitórias no Ultimate, Jon Jones enfrentou Matt Hamill no The Ultimate Fighter: Heavyweights Finale, em 5 de Dezembro de 2009. Apesar de dominar o combate, Jones foi desqualificado após desferir cotoveladas ilegais, golpes que normalmente o fariam perder um ponto no assalto, mas Hamill deslocou o ombro e, assim, não pôde continuar o combate, o que obrigou o árbitro a encerrar o combate, com Jones conhecendo assim sua única derrota até o momento.
Depois de vencer Brandon Vera e Vladimir Matyushenko por nocaute técnico no 1º assalto, Jones enfrentou no UFC 126, o até então invicto, Ryan Bader. Após dominar o 1º assalto, Jones tirou a invencibilidade do adversário ao finaliza-lo com uma guilhotina no 2º round.
Logo após a vitória, recebeu a notícia que seu companheiro de treinos Rashad Evans, que por causa de uma lesão no joelho, não poderia disputar o cinturão contra Maurício Rua. Assim, Jones iria o substituir neste combate.

#### Cinturão Meio-Pesado do UFC
No UFC 128, um pouco mais de um mês depois de ter lutado contra Bader, Jones se tornou campeão peso meio-pesado do UFC ao vencer o brasileiro Maurício 'Shogun' Rua. Neste combate, o lutador americano dominou os três assaltos, que terminou por nocaute técnico no 3º assalto.
A primeira defesa do título seria contra seu ex-companheiro de equipe Rashad Evans, porém Jon Jones sofreu uma lesão na mão, e após consultar médicos, decidiu descansar e se recuperar sem a necessidade de cirurgia. Eventualmente, Jones acabou fazendo sua primeira defesa em 24 de setembro de 2011, no UFC 135, Jones fez sua primeira defesa contra Quinton Jackson, vencendo por finalização no 4º assalto.
Sua segunda defesa novamente foi marcada para ser contra Rashad Evans no UFC 140, mas Evans se machucou e então a luta foi entre Jones e Lyoto Machida, Jones levou um sufoco no primeiro round, mas no segundo abriu um grande corte no rosto do brasileiro, e Jones finalizou com uma guilhotina aos 4:26 do segundo round, deixando Lyoto desacordado no octógono.
Enfim, a luta entre Jon Jones e Rashad Evans foi remarcada dessa vez para o UFC 145, em 21 de Abril de 2012, e, após cinco rounds mornos, Jones venceu Evans por decisão unânime (49-46, 49-46, 50-45).
Sua quarta defesa de cinturão seria contra Dan Henderson no UFC 151, mas Hendo se machucou uma semana antes do combate. Então Chael Sonnen recém chegado na categoria, foi oferecido para Jon Jones, ele aceitou o desafio, mas horas depois voltou atrás e se recusou a enfrentar Sonnen pelo cinturão. Com a recusa da luta, o UFC 151 foi cancelado. Mais tarde, foi relatado que Henderson se machucou três semanas antes do anúncio, mas manteve a lesão em segredo, por ele ainda esperar competir. No entanto, ele acabou sendo forçado a se retirar depois de uma sessão de sparring final para avaliar sua condição.
Jones então enfrentaria Lyoto Machida no UFC 152, porém horas depois, Machida recusou o combate alegando que não haveria tempo suficiente para se preparar para o combate, Maurício Shogun também recusou a luta alegando pouco tempo para se preparar. Após todos esses contratempos, foi anunciado que a luta principal do UFC 152 seria entre Jon Jones e Vitor Belfort, pelo cinturão dos meio-pesados.
No UFC 152 contra Vitor Belfort, no dia 22 de Setembro de 2012, Jones quase foi finalizado com um armlock no primeiro round, depois castigou Belfort de forma implacável nos três rounds seguintes com cotoveladas e socos certeiros, até conseguir encaixar uma chave americana no início do 4° round.
No dia 16 de outubro de 2012 foi anunciado que Jones seria técnico do The Ultimate Fighter 17, contra Chael Sonnen, com um confronto marcado entre os treinadores no dia 27 de abril de 2013, no UFC 159. No combate, Jones derrubou Sonnen e o infringiu vários golpes, vencendo no primeiro assalto por nocaute técnico. Contudo, Jones deslocou o hálux (dedão do pé) esquerdo durante a luta. Com a vitória, Jon Jones empatou com Tito Ortiz como o campeão com mais defesas consecutivas do cinturão da categoria de meio-pesado do UFC, com 5 defesas.

#### Recorde de defesas consecutivas do UFC
Jones enfrentou Alexander Gustafsson no dia 21 de setembro de 2013, no UFC 165. Jones teve seu supercilio cortado profundamente durante o primeiro round, e teve que implorar para os médicos do UFC não interromperem a luta. No entanto, Jones acabou saindo vencedor por decisão unânime dos juízes (48-47, 48-47 e 49-46). Depois da luta, Jones disse que Gustafsson foi o adversário mais duro de sua carreira. Ambos os lutadores foram carregados até o hospital, e por isso não houve coletiva.
Com a vitória, Jones passou Tito Ortiz e obteve o recorde de maior número defesas consecutivas pelos meio-pesados do UFC. A luta levou o prêmio de Luta da Noite, e também recebeu inúmeros elogios da imprensa: “uma batalha épica”, “clássico instantâneo”, “a maior luta da história dos meio pesados”, “uma das grandes lutas da história do UFC”.
Jon Jones e Alexander Gustafsson bateram o recorde de uma luta dos meio-pesados (e a segundo marca entre todas as categorias) no quesito golpes significativos aplicados. Somados, foram 244 no UFC 165.
Apesar do apelo dos fãs para uma revanche contra Alexander Gustafsson, o presidente da organização, Dana White, confirmou que o próximo adversário de Jones seria o brasileiro Glover Teixeira.
A luta contra Glover foi marcada para o UFC 169, UFC 170 e UFC 171, porém, em todas as vezes cancelada. A luta enfim aconteceu em 26 de Abril de 2014 no UFC 172. Jones venceu por decisão unânime, dominando a luta nos cinco rounds.
Depois de defender pela sétima vez o cinturão dos meio-pesados, Jon Jones era esperado para realizar a revanche contra Alexander Gustafsson no UFC 178 no dia 27 de Setembro de 2014. No entanto, Gustafsson rompeu o menisco e foi retirado do card, seu substituto foi o invicto e ex-campeão do Strikeforce Daniel Cormier
Jones e DC protagonizaram vários debates calorosos durantes as coletivas, que culminaram a uma briga durante um dos eventos promocionais. Os lutadores precisaram ser apartados depois de se emaranharem em uma grande confusão entre socos e pontapés.
Jones lesionou o tornozelo durante os treinos para o combate entre os dois, marcado para o UFC 178, em 27 de setembro, e a luta foi retirada do evento. O duelo foi transferido para 3 de janeiro de 2015, data do UFC 182, em Vegas. Jones venceu por decisão unânime (triplo 49 a 46),  numa luta em que surpreendentemente derrubou o wrestler olímpico cinco vezes.

#### Punição do UFC
Em 28 de abril de 2015, Jones foi retirado do UFC 187 e foi destituído de seu cinturão, depois de provocar um acidente de trânsito e de fugir do local sem socorrer uma das vítimas, que estava grávida e acabou quebrando o braço.

#### Retorno ao UFC
Após ser reintegrado ao UFC, Jones enfrentaria o campeão Daniel Cormier no UFC 197 pelo cinturão peso meio pesado, no entanto, Cormier se lesionou e foi removido do card com isso, Jones enfrentou Ovince St. Preux em 23 de Abril de 2016 no UFC 197 pelo cinturão interino. Jones venceu a luta por decisão unânime dos jurados, porém, sua atuação na luta foi bem diferente, Jones estava menos agressivo e mais lento, mas isso não muda o fato de ter dominado St. Preux em todos os rounds. Após a luta Jones afirmou que não se importava com o título Interino, pois ele queria o verdadeiro cinturão que estava nas mãos de Daniel Cormier.
Jones era esperado para unificar os títulos contra o atual campeão Daniel Cormier. O combate seria o evento principal do UFC 200, em 9 de Julho de 2016, porém foi cancelado devido Jones apresentar potencial violação por dopagem.

#### Reconquista e perda do cinturão Meio-Pesado do UFC
Depois de 1 ano longe do octógono e pouco depois perder a mãe, vítima de diabetes, Jon Jones nocauteou Daniel Cormier no 3º Round do UFC 214: Cormier vs. Jones II e reconquistou o Cinturão Meio Pesado do UFC no dia 29 de julho de 2017. No entanto, Jones falhou no teste antidoping da USADA e perdeu o título novamente. Jones enfrentou Alexander Gustafsson no dia 30 de dezembro de 2018, no UFC 232, na Califórnia, e reconquistou o Cinturão Meio-Pesado do UFC, com um nocaute no 3° round dando-lhe a vitória e o cinturão da categoria dos Meio-Pesados do UFC.

#### Primeira defesa de cinturão do 2º reinado
Em 2 de março de 2019, Jon Jones defendeu pela 1º vez o cinturão do seu segundo reinado no UFC, contra o norte-americano Anthony Smith que acabara de subir de divisão. Jon Jones venceu por Decisão Unânime. No 4º round Jones teve dois pontos reduzidos por aplicar uma joelhada ilegal na cabeça do adversário, quando o adversário estava de quatro apoios.

#### Retorno nos pesos-pesados e conquista do cinturão
Após três anos sem pisar no octógono, Jones voltou a lutar no UFC 285 em Las Vegas (EUA) pelo cinturão vago do peso-pesado (até 120kg), enfrentando o francês Ciryl Gane. No confronto, ele mostrou sua superioridade e finalizou o francês com uma guilhotina aos 2min04s do primeiro round, conquistando o título da categoria de forma incontestável.
Em 16 de novembro de 2024, no UFC 309, Jon Jones defendeu com sucesso seu título dos pesos pesados contra Stipe Miocic. A luta ocorreu no Madison Square Garden, em Nova York. Jones venceu por nocaute técnico aos 4 minutos e 29 segundos do terceiro round, após aplicar um chute giratório seguido de socos.
A performance de Jones foi amplamente elogiada, demonstrando sua habilidade em combinar técnicas de luta livre e golpes precisos. Além disso, o evento UFC 309 gerou uma receita de mais de 16 milhões de dólares em vendas de ingressos, tornando-se o evento com a quarta maior arrecadação na história do UFC.
Após a luta, Jones expressou interesse em continuar competindo, com possíveis lutas futuras contra o campeão interino dos pesos pesados, Tom Aspinall, ou o então campeão dos pesos meio-pesados, Alex Pereira. No entanto, ele destacou que qualquer futura luta dependeria de negociações financeiras satisfatórias.
Nos meses que se seguiram a luta, Jones foi amplamente criticado pela imprensa e pelos fãs por se recusar a enfrentar o então campeão interino da divisão, Tom Aspinall. A indignação foi representada por um abaixo-assinado no site Change.org, que alcançou a marca de 180.000 assinaturas. 
Finalmente, no dia 21 de junho de 2025, o presidente do UFC Dana White anunciou em uma coletiva que Jones o ligou para confirmar sua aposentadoria do esporte, encerrando assim seu reinado e sua carreira.

## Estilo de luta
Em suas lutas, Jon Jones costuma demonstrar um vasto arsenal de cotoveladas rodadas (que, segundo a ESPN, atinge uma velocidade de 900º por segundo), pisões frontais e laterais, suplês e um jogo fortíssimo de ground and pound.
Mas não é só na luta em pé que Jon Jones mostra suas credenciais, sendo também um especialista em wrestling e técnicas de defesa pessoal. Mesmo não sendo faixa preta em Brazilian Jiu Jitsu, Jon Jones aplicou um difícil golpe que machucou Glover Teixeira na luta entre eles, disputada no dia 4 de maio de 2014. O movimento, chamado de chave de ombro defensiva, causou uma ruptura do labrum do ombro direito do brasileiro, que fez com que seu oponente perdesse em grande parte o seu poder de fogo e a possibilidade de ganhar a luta por nocaute.
Apesar de ter um vasto arsenal de golpes e ser considerado o maior lutador de MMA da história, Jon Jones é criticado por costumeiramente usar técnicas que, se não são ilegais, são eticamente questionáveis. Uma delas é a de colocar o dedo no olho do adversário. Muitos defendem que trata-se de um movimento involuntário para medir a distância. O fato é que esta prática é tão recorrente em suas lutas que o presidente do UFC, Dana White, chegou a afirmar que era preciso fazer algo para que essa tática não fosse mais usada. Em entrevista ao programa “MMA Hour”, em agosto de 2014, Jon Jones admitiu que faz uso desta prática, muito embora não seja a sua intenção.
Outros golpes polêmicos de seu arsenal, mas ao mesmo tempo eficientes, são o pisão no joelho. e outros golpes brutalmente traumáticos.

## Vida pessoal
Jones tinha o sonho de ser policial, mas quase virou zelador. Não seguiu nenhuma das duas profissões, pois recebeu em 2007 um convite para treinar MMA via Twitter.
Os dois irmãos de Jones são jogadores profissionais de futebol americano muito condecorados. O irmão mais velho, Arthur, foi campeão como defensive end do Indianapolis Colts. Enquanto o caçula, Chandler, foi campeão pelo New England Patriots, também como defensive end, em sua primeira temporada na NFL.
Jones tem um serval como bicho de estimação.

## Cartel no MMA
| Cartel no MMA       |             |           |
| 30 lutas            | 28 vitórias | 1 derrota |
| Por nocaute         | 11          | 0         |
| Por finalização     | 7           | 0         |
| Por decisão         | 10          | 0         |
| Por desqualificação | 0           | 1         |
| No contest          | 1           | 1         |

| Res.    | Cartel   | Oponente             | Método                                                | Evento                           | Data       | Round | Tempo | Local                      | Notas |
| ------- | -------- | -------------------- | ----------------------------------------------------- | -------------------------------- | ---------- | ----- | ----- | -------------------------- | --- |
| Vitória | 28-1 (1) | Stipe Miocic         | Nocaute Técnico (chute rodado no corpo e cotoveladas) | UFC 309: Jones vs. Miocic        | 16/11/2024 | 3     | 4:29  | Nova Iorque, Nova Iorque   | Defendeu o Cinturão Peso Pesado do UFC; Quebrou o recorde de mais defesas de um cinturão no UFC (12); Performance da Noite. Em Junho de 2025 anunciou a sua aposentadoria.                                                               |
| Vitória | 27-1 (1) | Ciryl Gane           | Finalização (guilhotina)                              | UFC 285: Jones vs. Gane          | 04/03/2023 | 1     | 2:04  | Las Vegas, Nevada          | Estreia no Peso Pesado; Ganhou o Cinturão Peso Pesado Vago do UFC; Quebrou o recorde de mais disputas de um cinturão no UFC (16); Performance da Noite.                                                                                  |
| Vitória | 26-1 (1) | Dominick Reyes       | Decisão (unânime)                                     | UFC 247: Jones vs. Reyes         | 08/02/2020 | 5     | 5:00  | Houston, Texas             | Defendeu o Cinturão Meio Pesado do UFC; Quebrou o recorde de mais vitórias em lutas valendo um cinturão do UFC (14); Em agosto de 2020, vagou o cinturão.                                                                                |
| Vitória | 25-1 (1) | Thiago Santos        | Decisão (dividida)                                    | UFC 239: Jones vs. Santos        | 06/07/2019 | 5     | 5:00  | Las Vegas, Nevada          | Defendeu o Cinturão Meio Pesado do UFC; Igualou o recorde de mais vitórias em lutas valendo um cinturão do UFC (13). |
| Vitória | 24-1 (1) | Anthony Smith        | Decisão (unânime)                                     | UFC 235: Jones vs. Smith         | 02/03/2019 | 5     | 5:00  | Las Vegas, Nevada          | Defendeu o Cinturão Meio Pesado do UFC. Jones teve dois pontos reduzidos no 4° round por desferir uma joelhada ilegal na cabeça do adversário.                                                                                           |
| Vitória | 23-1 (1) | Alexander Gustafsson | Nocaute Técnico (socos)                               | UFC 232: Jones vs. Gustafsson II | 29/12/2018 | 3     | 2:02  | Inglewood, California      | Ganhou Cinturão Meio Pesado Vago do UFC; Quebrou o recorde de vitórias nos Meio Pesados (17); Quebrou o recorde de mais nocautes ou finalizações nos Meio Pesados (10).                                                                  |
| NC      | 22-1 (1) | Daniel Cormier       | Sem Resultado                                         | UFC 214: Cormier vs. Jones II    | 29/07/2017 | 3     | 3:01  | Anaheim, Califórnia        | Originalmente vitória por nocaute e conquista do Cinturão Meio Pesado do UFC mas Jones falhou no teste antidoping e foi destituído. |
| Vitória | 22-1     | Ovince St. Preux     | Decisão (unânime)                                     | UFC 197: Jones vs Saint Preux    | 23/04/2016 | 5     | 5:00  | Las Vegas, Nevada          | Retornou da suspensão; Ganhou o Cinturão Meio Pesado Interino do UFC; Igualou o recorde de vitórias nos Meio Pesados (16); Jones foi destituído do seu cinturão interino após ter falhado no teste antidoping no dia 6 de julho de 2016. |
| Vitória | 21-1     | Daniel Cormier       | Decisão (unânime)                                     | UFC 182: Jones vs. Cormier       | 03/01/2015 | 5     | 5:00  | Las Vegas, Nevada          | Defendeu o Cinturão Meio Pesado do UFC; Luta da Noite; Perdeu o cinturão e foi suspenso por problemas judiciais. |
| Vitória | 20-1     | Glover Teixeira      | Decisão (unânime)                                     | UFC 172: Jones vs. Teixeira      | 26/04/2014 | 5     | 5:00  | Baltimore, Maryland        | Defendeu o Cinturão Meio Pesado do UFC. |
| Vitória | 19-1     | Alexander Gustafsson | Decisão (unânime)                                     | UFC 165: Jones vs. Gustafsson    | 21/09/2013 | 5     | 5:00  | Toronto, Ontário           | Defendeu o Cinturão Meio Pesado do UFC; Luta da Noite; Luta do Ano (2013); Quebrou o recorde de defesas do Cinturão Meio Pesado do UFC (6).                                                                                              |
| Vitória | 18-1     | Chael Sonnen         | Nocaute Técnico (socos e cotoveladas)                 | UFC 159: Jones vs. Sonnen        | 27/04/2013 | 1     | 4:33  | Newark, Nova Jersey        | Defendeu o Cinturão Meio Pesado do UFC; Igualou o recorde de defesas do Cinturão Meio Pesado do UFC (5). |
| Vitória | 17-1     | Vitor Belfort        | Finalização (americana)                               | UFC 152: Jones vs. Belfort       | 22/09/2012 | 4     | 0:54  | Toronto, Ontário           | Defendeu o Cinturão Meio Pesado do UFC; Finalização da Noite; Quebrou o recorde de finalizações nos Meio Pesados (5). |
| Vitória | 16-1     | Rashad Evans         | Decisão (unânime)                                     | UFC 145: Jones vs Evans          | 21/04/2012 | 5     | 5:00  | Atlanta, Geórgia           | Defendeu o Cinturão Meio Pesado do UFC. |
| Vitória | 15-1     | Lyoto Machida        | Finalização Técnica (guilhotina em pé)                | UFC 140: Jones vs. Machida       | 10/12/2011 | 2     | 4:26  | Toronto, Ontário           | Defendeu o Cinturão Meio Pesado do UFC; Luta da Noite; Igualou o recorde de finalizações nos Meio Pesados (4). |
| Vitória | 14-1     | Quinton Jackson      | Finalização (mata leão)                               | UFC 135: Jones vs. Rampage       | 24/09/2011 | 4     | 1:14  | Denver, Colorado           | Defendeu o Cinturão Meio Pesado do UFC; Luta da Noite. |
| Vitória | 13-1     | Maurício Shogun      | Nocaute Técnico (soco no corpo e joelhada)            | UFC 128: Shogun vs. Jones        | 19/03/2011 | 3     | 2:37  | Newark, Nova Jersey        | Ganhou o Cinturão Meio Pesado do UFC; Tornou-se o mais jovem campeão da história do UFC (23 anos). |
| Vitória | 12-1     | Ryan Bader           | Finalização (guilhotina)                              | UFC 126: Silva vs. Belfort       | 05/02/2011 | 2     | 4:20  | Las Vegas, Nevada          | Finalização da Noite. |
| Vitória | 11-1     | Vladimir Matyushenko | Nocaute Técnico (cotoveladas)                         | UFC Live: Jones vs. Matyushenko  | 01/08/2010 | 1     | 1:52  | San Diego, Califórnia      | |
| Vitória | 10-1     | Brandon Vera         | Nocaute Técnico (cotovelada e socos)                  | UFC Live: Vera vs. Jones         | 21/03/2010 | 1     | 3:19  | Broomfield, Colorado       | Nocaute da Noite. |
| Derrota | 9-1      | Matt Hamill          | Desclassificação (cotoveladas ilegais)                | The Ultimate Fighter 10 Finale   | 05/12/2009 | 1     | 4:14  | Las Vegas, Nevada          | |
| Vitória | 9-0      | Jake O'Brien         | Finalização (guilhotina)                              | UFC 100: Making History          | 11/07/2009 | 2     | 2:43  | Las Vegas, Nevada          | |
| Vitória | 8-0      | Stephan Bonnar       | Decisão (unânime)                                     | UFC 94: St. Pierre vs. Penn 2    | 31/01/2009 | 3     | 5:00  | Las Vegas, Nevada          | |
| Vitória | 7-0      | André Gusmão         | Decisão (unânime)                                     | UFC 87: Seek and Destroy         | 09/08/2008 | 3     | 5:00  | Minneapolis, Minnesota     | Estreia no UFC. |
| Vitória | 6-0      | Moyses Gabin         | Nocaute Técnico (socos)                               | Battle Cage Xtreme 5             | 12/07/2008 | 2     | 1:58  | Atlantic City, Nova Jersey | Ganhou o Cinturão dos Meio-Pesados do USKBA. |
| Vitória | 5-0      | Parker Porter        | Nocaute (soco)                                        | World Championship Fighting 3    | 20/06/2008 | 1     | 0:36  | Wilmington, Massachusetts  | |
| Vitória | 4-0      | Ryan Verrett         | Nocaute Técnico (socos)                               | USFL: War in the Woods 3         | 09/05/2008 | 1     | 0:14  | Ledyard, Connecticut       | |
| Vitória | 3-0      | Anthony Pina         | Finalização (guilhotina)                              | Ice Fighter                      | 25/04/2008 | 1     | 1:15  | Worcester, Massachusetts   | |
| Vitória | 2-0      | Carlos Eduardo       | Nocaute (soco)                                        | Battle Cage Xtreme 4             | 19/04/2008 | 3     | 0:24  | Atlantic City, Nova Jersey | |
| Vitória | 1-0      | Brad Bernard         | Nocaute Técnico (socos)                               | FFP: Untamed 20                  | 12/04/2008 | 1     | 1:32  | Foxborough, Massachusetts  | |

## Cartel no grappling
| 5 Lutas, 5 Vitórias (5 Finalizações) |      |               |                                |                                   |            |                        |                     |
| Resultado                            | Rec. | Oponente      | Método                         | Evento                            | Divisão    | Data                   | Local               |
| Vitória                              | 5–0  | Dan Henderson | Finalização (triângulo de mão) | Submission Underground 2          | Superfight | 14 de dezembro de 2016 | Portland, Óregon    |
| Vitória                              | 4–0  | Rich O'Toole  | Finalização (guilhotina)       | NAGA Phoenix                      | Absolute   | 15 de outubro de 2016  | Phoenix, Arizona    |
| Vitória                              | 3–0  | Dan Daubert   | Finalização (guilhotina)       | NAGA Phoenix                      | Absolute   | 15 de outubro de 2016  | Phoenix, Arizona    |
| Vitória                              | 2–0  | Doug Fournet  | Finalização (kimura)           | Northeastern Grappler's Challenge | Absolute   | janeiro de 2008        | Ithaca, Nova Iorque |
| Vitória                              | 1–0  | Doug Fournet  | Finalização (kimura)           | Northeastern Grappler's Challenge | Absolute   | janeiro de 2008        | Ithaca, Nova Iorque |